# 廣播工程師協會
廣播工程師協會（Society of Broadcast Engineers，SBE）是國際上一個旨在提高各種、各級廣播工程質素的非牟利專業組織。除了推展專業活動及出版專業刊物外，此協會亦為會員提供各種無線電頻率及廣播電視技術的認證服務。

## 歷史
本會的歷史可以追溯到1961年，當時無線電工程師學會（IRE）與美國電氣工程師協會（AIEE）有意合併為一。而終於在1963年成事，成立了今日的美國電氣與電子工程師學會（IEEE）。
John H. Battison，P.E.，CPBE，於1961年在《廣播工程》雜誌任職編輯時，在該雜誌上寫了一篇評論，為廣播工程師提供了一個新思維。其後，Battison的努力令美國全國各地引起注意。在1963年4月的《廣播工程》期刊中，他發布會員申請表，收到的反響十分令人鼓舞。在其他會員的協助下，他寄出近5000封會員邀請信，對象為在美國國內及加拿大的廣播工程師。
在1964年4月5日，正值美國全國廣播協會舉辦會議，在芝加哥的Conrad Hilton Hotel舉行了一次廣播工程師協會組織會議，有近100名廣播工程師出席。而最初該組織被命名為廣播工程師學會（IBE），因為有會員擔心該名稱會與IBEW（國際電氣工人聯會）混淆，最終決定命為廣播工程師協會（SBE）。

## 近況
SBE現時有大概5500名會員，遍佈在美國境內50多個州，4個美國屬土，以及其他逾25個國家。
SBE現在有114個分會遍佈在美國國內、1個分會在亞洲，憑著SBE在廣播工程界的權威性，擁有領導地位。當地的SBE分會為會員舉行會議、研討會及職業認證考核，第一個SBE分會在紐約的Binghamton成立，至今該分會依然在運作中。2009年，香港分會正式成立，成為美國以外、亞洲區第一個SBE分會。
SBE的“職業認證計劃”設立於1975年，通過全國性的考核計劃，帶動業內人士在工作中不斷學習新知識、新技術並提高專業技能。這也是為廣播工程師提供的廣被認可的資質評定，廣受歡迎。即使未有任何工程學學位，仍可考取SBE的“工程師”認證。
SBE正在發展一個協調有關全國頻譜網絡的義務組織，義工們幫助減少對網絡的干擾及向廣播頻譜的其他使用者提供有關輔助廣播頻譜的廣播頻率的資訊。
協會不斷地檢討有關規章管理條例，並向FCC和地區組織提出議案，在許多請況下，SBE是唯一代表廣播工程師提出一些有關新技術及規章管理條例的組織。
大約有12個SBE分會會主辦一年一度的地區大會，包括研討會和廣播設備展覽會。在這些研討會期間，會邀請專家提供關於各種各樣技術和管理的培訓。與會者從這些會議可以獲得最新的廣播技術知識和學習掌握應用技巧等等。SBE還為廣播工程師提供為期六天的提升管理技巧的研討會。
SBE還出版一些關於廣播工程師、技術人員和操作人員的書籍，包括《數位電視射頻》（DTV RF）、《SBE指南》——介紹如何編寫電視或聲音廣播的運作手冊、《SBE認可聲音廣播操作人員手冊》和《SBE認可電視廣播操作人員手冊》。
廣播工程師協會的總辦公室位於美國印第安那州的印第安那波利斯，安排全職工作人員協助申請成為會員、成立分會、考取職業認證證書及協調美國國內頻率服務和支持。

## 廣播操作員職業認證
- 認可聲音廣播操作員（CRO）
- 認可電視廣播操作員（CTO）

## 廣播技術員職業認證
- 認可廣播網絡技術員（CBNT）
- 認可廣播工程技術員（CBT）

## 廣播工程師職業認證
- 認可音頻工程師（CEA）
- 認可影像工程師（CEV）
- 認可聲音廣播工程師（CBRE）
- 認可電視廣播工程師（CBTE）
- 認可廣播網絡工程師（CBNE）
- 認可高級聲音廣播工程師（CSRE）
- 認可高級電視廣播工程師（CSTE）
- 認可專業的廣播工程師（CPBE）

## 專家職業認證
- 認可8 VSB專家（8 VSB）
- 認可AM聲音廣播的專家（AMD）
- 認可數字聲音廣播專家（DRB）

## 終身廣播工程師職業認證
- 認可高級廣播工程師（CSBE）
- 認可聲音和電視廣播工程師（CBRTE）
- 認可高級聲音和電視廣播工程師（CSRTE）